# Carlo I. Gonzaga

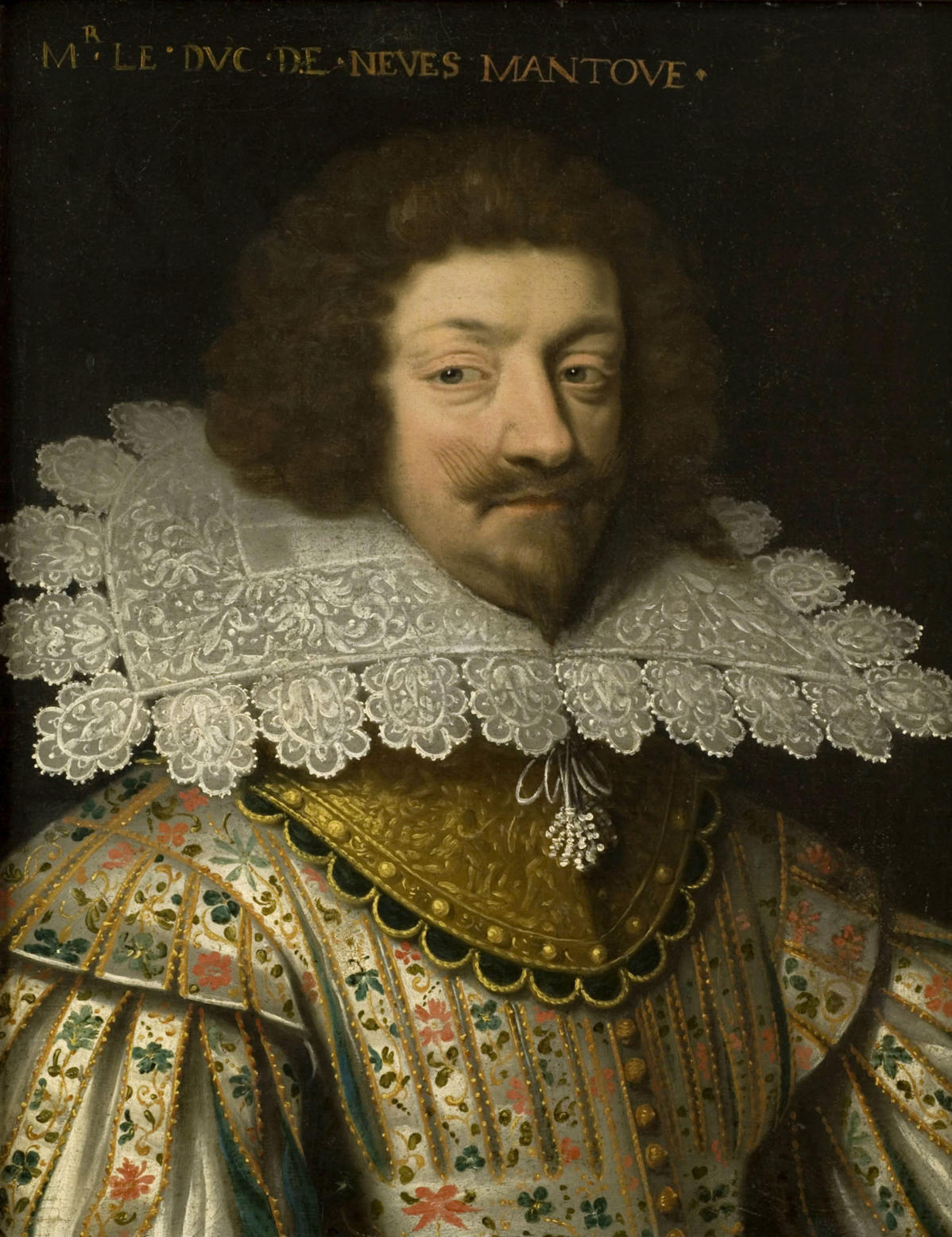
Carlo I. Gonzaga

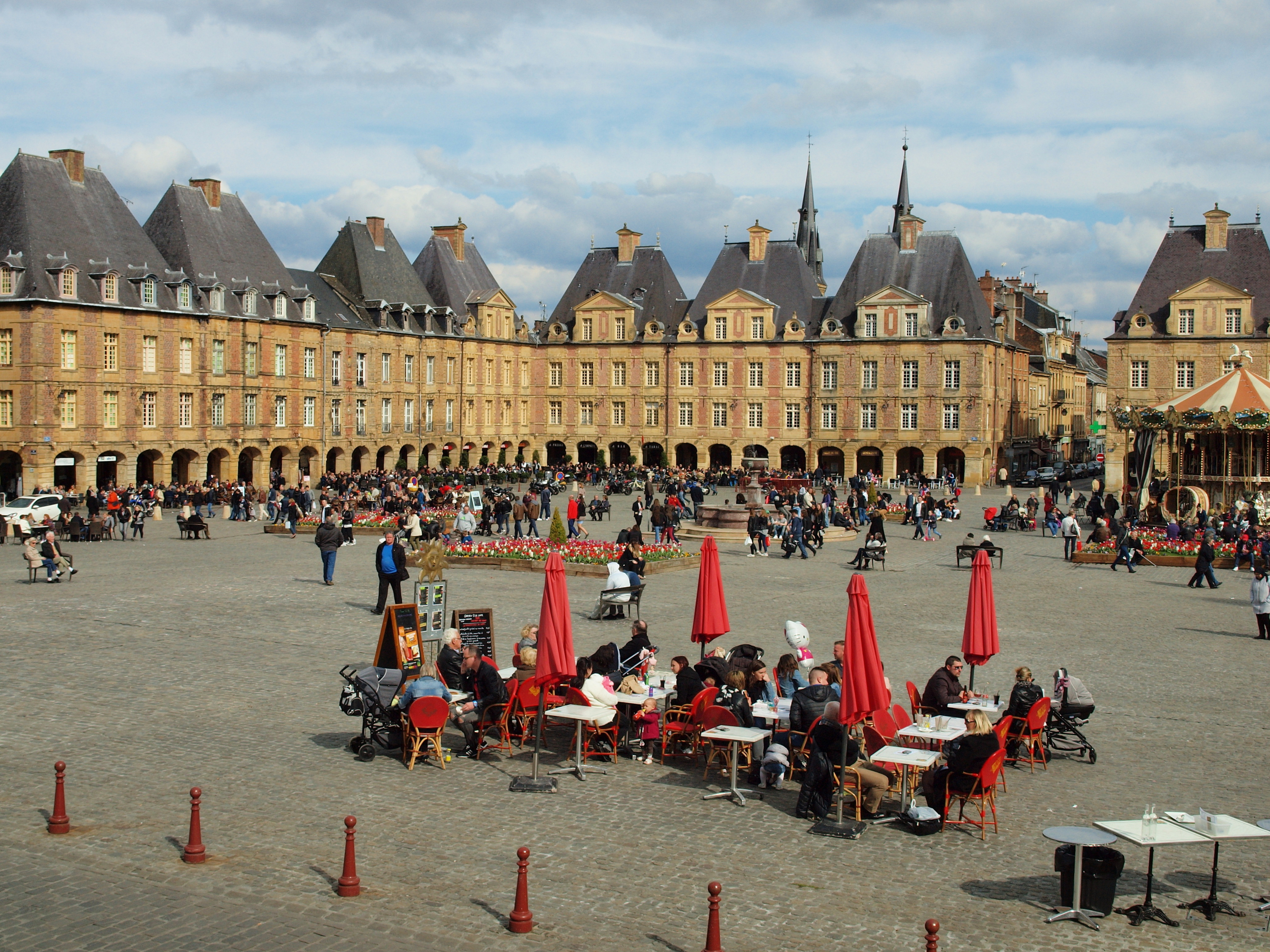
Place Ducale in Charleville (1612–1628 erbaut)

Carlo I. Gonzaga (* 6. Mai 1580 in Paris; † 22. September 1637 in Mantua) war seit 1595 Herzog von Nevers und Rethel und ab 1631 Herzog von Mantua.
Sein Vater, Luigi Gonzaga (auch Ludovico genannt), war der nachgeborene Sohn des Herzogs Federico II. von Mantua († 1540). Luigi war als Kind nach Frankreich gekommen (1549) und hatte dort in den 1560er Jahren die Linie Gonzaga-Nevers (franz.: Gonzague-Nevers) begründet. Carlo wuchs daher ebenfalls dort auf. Als Erbe seiner Mutter, Henriette de Clèves, wurde er auch Herzog von Nevers und Rethel.
Solange die Hauptlinie des Hauses Gonzaga (Gonzaga di Mantova) in Nord-Italien bestand und herrschte (Herzogtümer Mantua und Montferrat), hielt Carlo sich an der Maas und im Nordosten des Königreichs Frankreich auf: Als Fürst von Arches an der Maas galt er als unabhängiger Herrscher (prince souverain); dort gründete er die Stadt Charleville (1606). Auch stand er einige Jahre in Diensten der französischen Krone, für die er (offiziell bis 1631) das machtvolle Amt des Gouverneurs von Champagne und Brie verwaltete. Im Sommer 1622 gelang es ihm, den Einfall eines herrenlosen Söldnerheeres unter Ernst von Mansfeld nach Frankreich abzuwenden.
Nach dem Aussterben der Hauptlinie der Gonzaga 1627 und dem Mantuanischen Erbfolgekrieg wurde Carlo Gonzaga im Zusammenhang mit dem Frieden von Cherasco 1631 von Kaiser Ferdinand II. mit Mantua und Montferrat belehnt, nachdem sein Vorgänger, Herzog Vincenzo II. Gonzaga auf dem Sterbebett in etwa diese Regelung dokumentiert hatte, indem er seine Erbnichte Maria Gonzaga am 25. Dezember 1627 mit Carlos Sohn Carlo II. Gonzaga verheiratete.
Carlo Gonzaga heiratete im Februar 1599 Catherine de Lorraine (* 1585; † 18. März 1618), Tochter Charles’ II. de Lorraine, Herzog von Mayenne. Das Paar hatte sechs Kinder:
- Francesco Gonzaga (* 1606; † 1622), Erbprinz
- Benedetta Gonzaga († 30. September 1637), Nonne
- Carlo II. Gonzaga (* 1609; † 30. August 1631), Herzog von Nevers, Rethel, Mantua, Montferrat und Mayenne ⚭ 25. Dezember 1627 Maria Gonzaga (1609–1657), Tochter des Herzogs Francesco IV. Gonzaga von Mantua
- Luisa Maria Gonzaga (* 18. August 1611; † 10. Mai 1667) ⚭ 1) 10. März 1646 Władysław IV. Wasa (1595–1648), König von Polen, ⚭ 2) 29. Mai 1649 Johann II. Kasimir (1609–1672), König von Polen
- Ferdinando Gonzaga († 25. Mai 1632)
- Anna Gonzaga (* 1616; † 6. Juli 1684) ⚭ 4. Mai 1645 Eduard (1625–1663), Pfalzgraf von Simmern

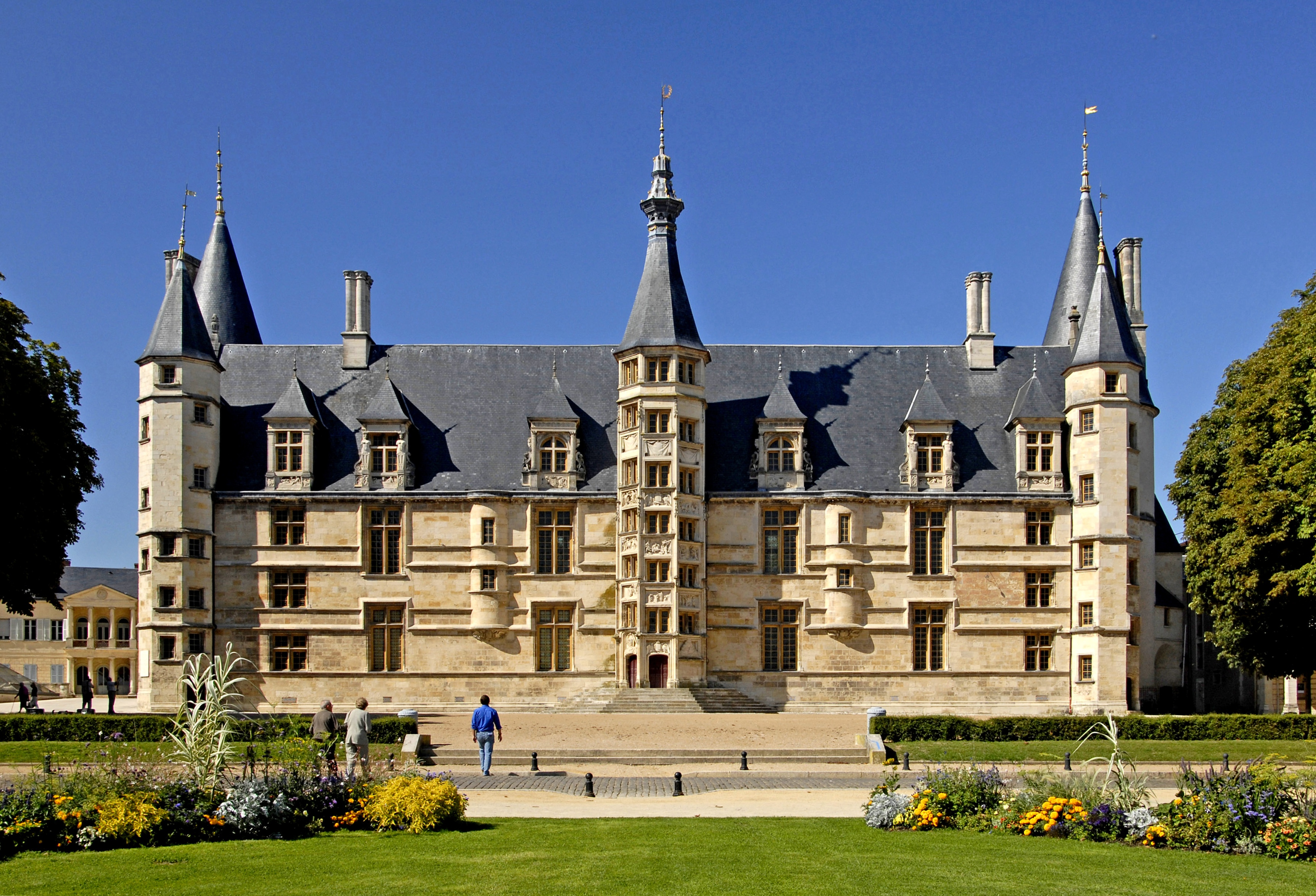
Herzogspalast in Nevers
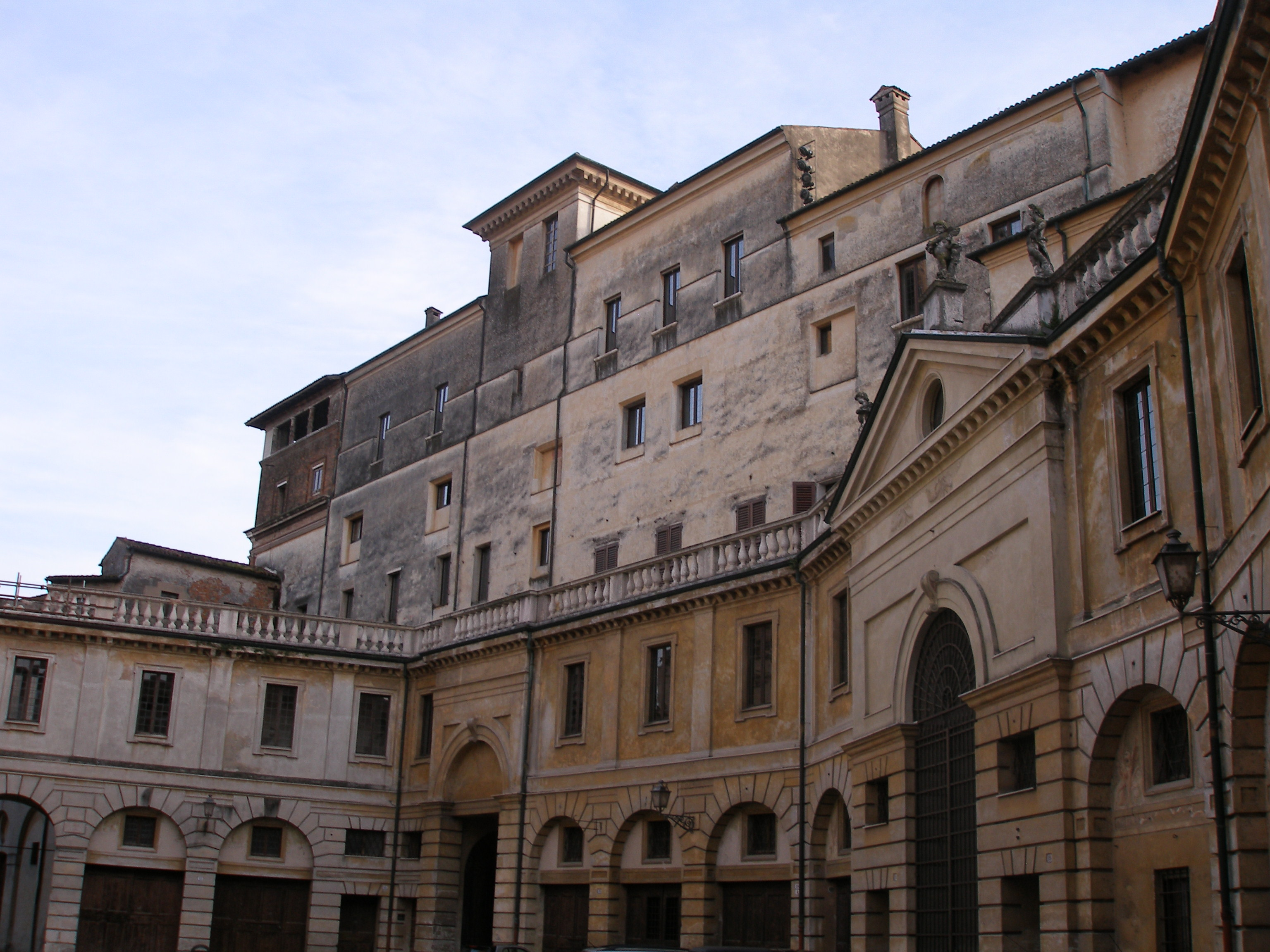
Palazzo Ducale (Mantua)